# Guerre russo-circassienne
Guerre du Caucase
La guerre russo-circassienne (1763-1864) fait référence à une série de batailles et de guerres en Circassie, au nord-ouest du Caucase, au cours de la conquête du Caucase par l’Empire russe. Ceux qui utilisent le terme guerre russo-circassienne prennent comme date de début des hostilités 1763, lorsque les Russes ont commencé à établir des forts, y compris à Mozdok, pour être utilisés comme base pour la conquête, et comme date de fin le 2 juin 1864, 101 ans plus tard, avec la signature de serments de loyauté par les dirigeants circassiens. La guerre du Caucase, terme alternatif utilisé, ne fait généralement référence qu’à la période 1817-1864.
La guerre russo-circassienne est la phase occidentale de la guerre du Caucase de 1817-1864, durant laquelle la Russie a pris le contrôle des montagnes du Caucase. La phase orientale est la conquête de la Tchétchénie et du Daghestan de 1817-1859.
Après la fin de la guerre, l’Empire ottoman a offert l’asile aux Circassiens qui ne souhaitaient pas accepter le règne d’un monarque chrétien, et beaucoup ont émigré en Anatolie, au cœur du territoire ottoman, et sont allés dans les pays actuels de Turquie, Syrie, Jordanie, Palestine, Israël, Irak et Kosovo. De petits groupes ont rejoint la Perse voisine. Divers historiens russes, caucasiens et occidentaux s’accordent sur le chiffre d’environ 500 000 habitants des hauts plateaux du Caucase déportés par la Russie dans les années 1860. Une partie d’entre eux sont morts de maladie durant le déplacement. Certains de ceux qui sont restés fidèles à la Russie ont été installés dans les basses terres, sur la rive gauche du fleuve Kouban.

## Relations initiales entre la Russie et les Circassiens

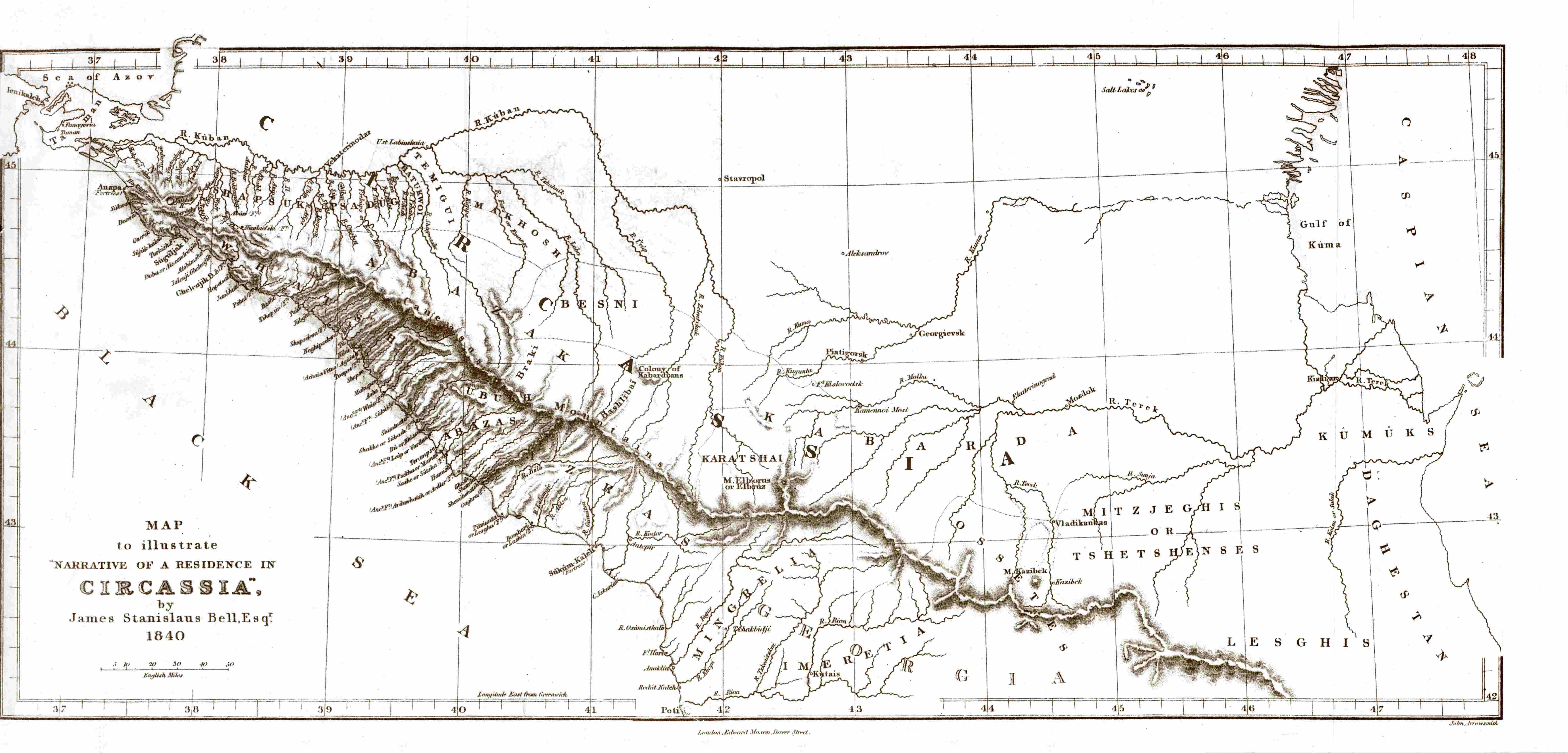
Carte de la Circassie vers 1700.

La Circassie ou Tcherkessie fait référence à une région dont la majorité des habitants, avant les années 1860, appartenaient au groupe ethnique Adygué (Adyghey, Adyghe), connu en Occident sous le nom de Circassiens. Cette région comprenait la majeure partie de la région située entre le fleuve Kouban qui coule à l’ouest au nord et la chaîne de montagnes du Caucase au sud, bien que le fleuve Kouban ne constitue qu’une partie de la limite nord. Les Circassiens n’ont jamais connu d’unité politique durant une longue période. La majeure partie de l’ouest de la Circassie était séparée en dix tribus environ, où les habitants vivaient dans des communautés dirigées par des chefs. À l’est de la Circassie se trouvaient deux régimes féodaux, le Grand Kabardá et le Petit Kabardá.
À la fin des années 1550, le dirigeant de l’un des Kabardes, Temriouk, conclut une alliance politico-militaire avec le tsar de Russie Ivan IV, « Ivan le Terrible », pour une assistance mutuelle contre les attaques expansionnistes des empires perse et ottoman[réf. nécessaire]. Les Circassiens étaient alors chrétiens. L’Islam n’a commencé à pénétrer en Circassie qu’au siècle suivant. Dans les années 1560, Ivan et Temriouk ordonnent la construction de forts, dont celui de Tumnev, à l’extrémité ouest des terres circassiennes, et de Sounja Ostrog à l’embouchure de la rivière Sounja, à l’extrémité orientale des terres circassiennes en Kabardie. La Russie quitte ensuite la région à l’exception de la côte caspienne.

## Guerre

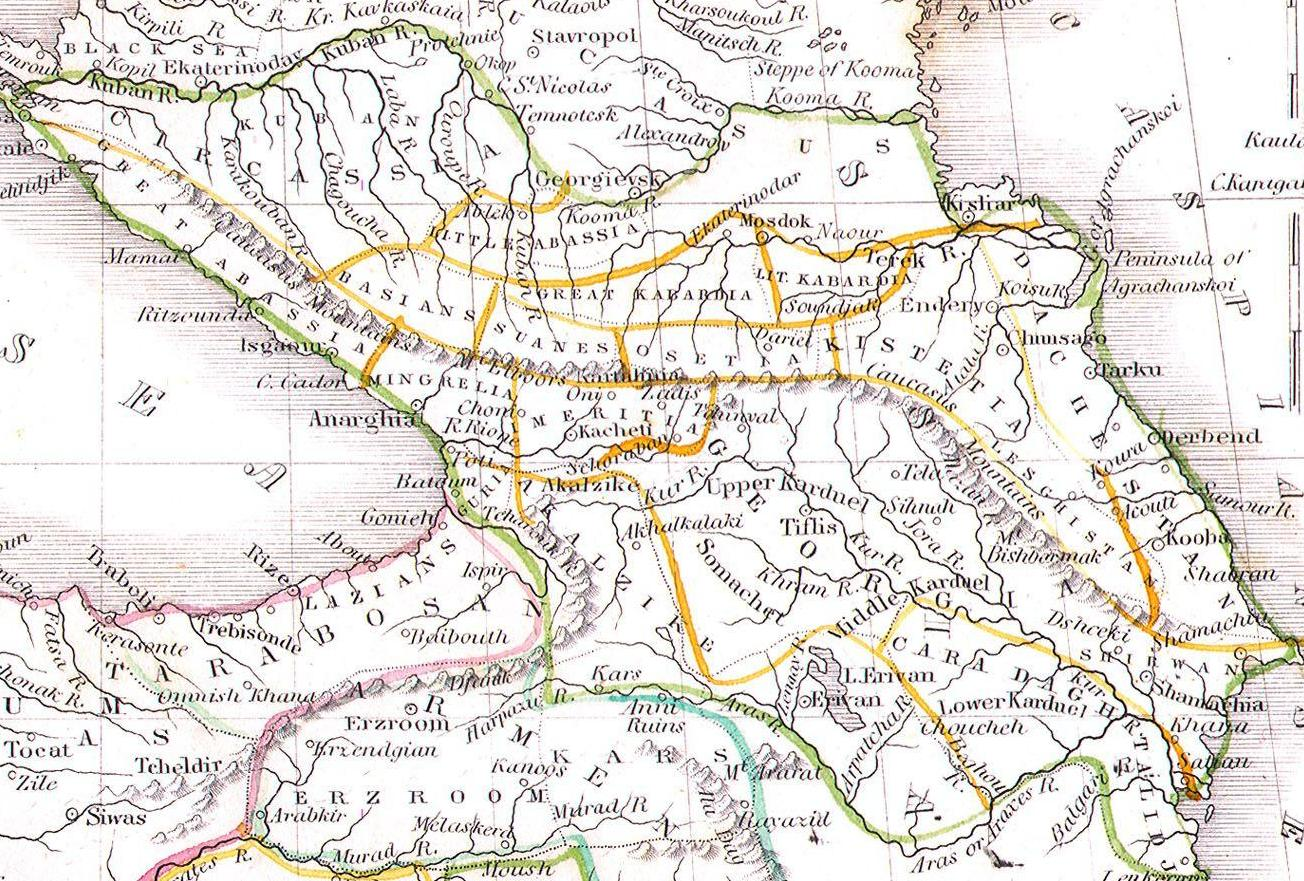
Carte du Caucase en 1835.

Il n’existe pas de date claire concernant la guerre russo-circassienne car il n’y a pas de grandes batailles ou de grandes campagnes. Les combats s’intensifient lentement à mesure que de plus en plus de Russes se déplacent vers le sud. La guerre consiste en des centaines de petites attaques et contre-attaques. Les deux camps chassent le bétail et volent ce qu’ils peuvent. Les Russes se spécialisent dans l’incendie des villages. Dans de nombreux cas, une tribu ou une faction se soumet symboliquement, puis se renie et reprend les armes par la suite. Des groupes de Circassiens se battent les uns contre les autres, des individus désertent et passent à l’ennemi, et il y existe des relations marchandes avec l’ennemi.
À partir de 1777 environ, les Russes construisent une ligne de forts depuis Mozdok au nord-ouest jusqu’à Azov. Avant 1800, la principale pression russe était exercée sur les Kabardes près de l’extrémité sud-est de cette ligne. Les premiers forts apparaissent le long du Kouban occidental en 1778. La présence de Cosaques dans les anciens pâturages a peu à peu transformé les raids d’une sorte de sport ritualisé en une lutte militaire sérieuse. En 1785, Cheikh Mansour acquiert une position de pouvoir en Tchétchénie, prêchant la guerre sainte contre les envahisseurs. Il se déplace vers l’ouest en Circassie, où les Russes le capturent lors de la chute d’Anapa en 1791. Durant la guerre russo-turque (1787-1792), les Russes tentent à trois reprises de prendre Anapa en traversant le territoire circassien. La deuxième tentative s’avère un désastre, les Circassiens harcelant les Russes lors de leurs allées et venues. La ligne Kouban prend sa forme de base entre 1792 et 1793. Des cosaques de la mer Noire, descendant des cosaques zaporogues, sont installés à cette période au nord du bas Kouban et les cosaques du Don sur la courbe du Kouban en 1794.
En 1800, dans le cadre de la conquête russe du Caucase, la Russie annexe l’est de la Géorgie et, en 1806, tient la Transcaucasie de la mer Noire à la Caspienne. Comme la Russie revendique également les steppes au nord des montagnes, ses revendications sont partagées par les populations du Caucase. La Russie doit maintenir la route militaire géorgienne au centre de sorte que la guerre contre les montagnards est scindée entre la guerre à l’est et à la guerre à l’ouest.

### Kabardie
La conquête russe de la Kabardie est presque un conflit distinct de la conquête de la Circassie proprement dite. Elle commence et se termine avant le conflit principal le long du Kouban. La Kabardie s’étendait à travers le tiers central du piémont nord du Caucase depuis l’est de la Circassie jusqu’au pays tchétchène. Mozdok, à l’ouest du fleuve Terek, est fondé en territoire kabarde et une ligne de forts descend le Terek jusqu’à Kizliar. En 1771, les Russes vainquent les Kabardiens sur la rivière Malka et soumettent une partie de la Petite Kabardie. En 1777-1778, la ligne est prolongée de Mozdok jusqu’au nord-ouest, à Azov. En 1779, les Kabardiens sont vaincus, perdant 50 princes et 350 nobles ; une frontière est établie le long de la Malka et du fleuve Terek. L’établissement de la route militaire géorgienne (Mozdok-Vladikavkaz-Tiflis) coupe la petite Kabardie. Vers 1805, un fléau majeur frappe le nord du Caucase et emporte une grande partie de la population kabarde. Une source affirme que les Kabardiens ont été réduits de 350 000, « avant la guerre », à 50 000 en 1818. Une seconde donne des populations de 200 000 en 1790 et de 30 000 en 1830. En 1805, le général Grigoriy Glazenap (ru) brûle quatre-vingts villages. En 1810, environ 200 villages sont incendiés. En 1817, la frontière est avancée jusqu’à la rivière Sunzha et, en 1822, une ligne de forts est construite de Vladikavkaz au nord-ouest en passant par Nalchik jusqu’à la région de Piatigorsk. Après 1825, les combats perdent en intensité.

La plupart des Circassiens vivaient au sud et à l’ouest de la rivière Kouban. Les Russes ont y tiennent une ligne de siège jusqu’en 1792 environ jusqu’à ce qu’ils commencent à avancer vers l’intérieur dans les années 1840.

### La résistance de peuples divisés
Il pourrait sembler que les Circassiens auraient dû former un État organisé pour résister aux Russes, mais dans les faits, les Circassiens désorganisés ont tenu plus longtemps que les Mourides organisés. Les Turcs disposaient d’un Wali à Anapa ou Sujuk-Kale qui essaya d’unir certaines des tribus sous le contrôle ottoman. Sheik Mansur tenta un rassemblement similaire à peu près au même moment. Richmond précise qu’en 1791, les roturiers de Natukhai prirent pacifiquement le pouvoir sur les aristocrates. Une tentative similaire parmi les Shapsugs conduit à une guerre civile que les roturiers gagnent en 1803. Selon Jaimoukha, il y eut une guerre de classe entre 1770 et 1790 parmi les Abadzeks qui conduit à l’extermination des princes et au bannissement de la plupart des nobles. À partir de cette date, les trois tribus « démocratiques » du centre-ouest, Natukhai, Shapsugs et Abedzeks, qui formaient probablement la majorité des Circassiens, gérent leurs affaires avec des assemblées dotées uniquement de pouvoirs informels. Cela complexifie la tâche des Russes, qui ne peuvent trouver des chefs capables de soumettre leurs partisans. Sefer-Bei, les trois Naib et les aventuriers britanniques ont tous essayé d’organiser les Circassiens, n’obtenant au mieux qu’un succès limité. Vers 1860, les Ubyks, les Shapsugs et les Abadzeks forment brièvement une assemblée nationale à Sotchi.

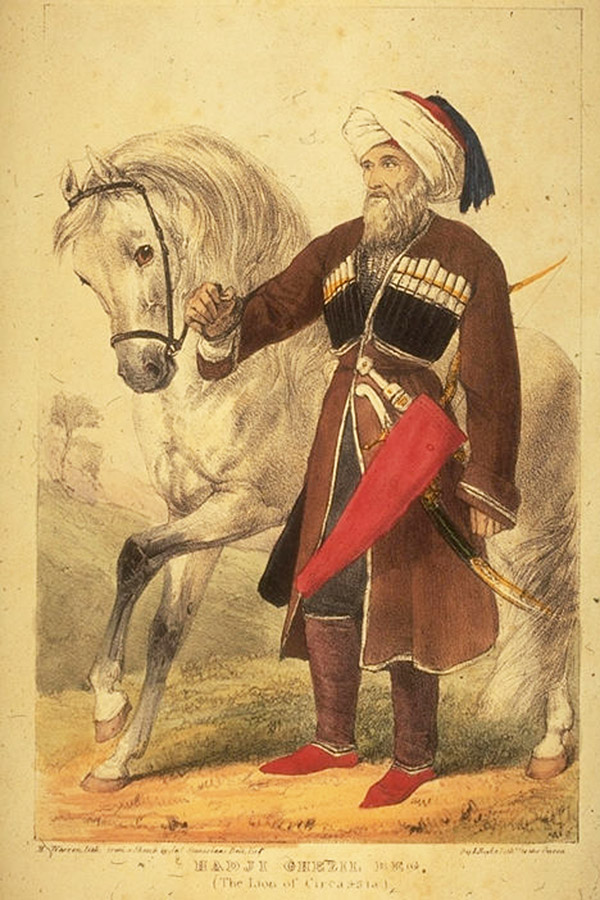
Kazbech Tuguzhoko, un chef de la résistance circassienne.

### La guerre sur la côte de la mer Noire
Velyaminov décrit la guerre du Caucase comme un grand siège. Les Russes possèdent une ligne de forts le long de le fleuve Kouban au nord et à l’est, mais laissent la côte de la mer Noire ouverte. Après avoir perdu la Crimée, les Turcs tiennent des ports fortifiés le long de la côte : Anapa, Sujuk-Kale (Novorossiïsk) Guelendjik, Pitsounda, Sukhum-Kale et peut-être d’autres. Anapa est le plus important puisque les autres sont adossés à des montagnes. La Russie prend Anapa en 1790 et en 1807 mais la rend pour des raisons diplomatiques. Le port est repris durant la guerre russo-turque (1828-1829) et dès lors conservé. Le sort des autres ports n’est pas clair. La Turquie n’a désormais aucune base sur le nord-est de la mer Noire et renonce à sa revendication sur la côte circassienne, mais le statut diplomatique de la Circassie intérieure reste incertain. Vers cette époque, la Russie commence un blocus plutôt inefficace de la côte ; environ 120 à 150 bateaux font régulièrement du commerce entre la Turquie et la côte circassienne. En 1836, les Russes capturent le Vixen (en), un navire britannique réalisant du trafic d’armes ; durant les années suivantes, plusieurs aventuriers britanniques opèrent en Circassie. Leur relation exacte avec le gouvernement britannique demeure incertaine. Les Russes renforcent le blocus en construisant des forts le long de la côte qui deviennent une ligne défensive de la mer Noire. Elle comprend Gelendjik (1831), Adler (1837), ainsi que Novorossisk, Tuapse et Aleksandriya (aujourd’hui Sotchi), construits en 1838, et d’autres. Les soldats qui y stationnant n’osaient pas s’aventurer bien au-delà des murs. En 1840 et 1841, plusieurs furent capturés par les montagnards. Pendant la guerre de Crimée, de 1853 à 1856, ils sont abandonnés avant d’être rétablis.

### Sefer-Bei et les trois Naibs
En novembre 1830, les Natukhais et les Chapsougues envoient une délégation en Turquie, sous la direction de Sefer-Bei Zanoko. La délégation revient avec quelques armes, tandis que Sefer-Bei reste à Constantinople.
Il semble que les Circassiens et les Tchétchènes-Daguestaniens auraient dû s’unir ou au moins coopérer contre les Russes, mais cela ne se produit pas. L’imam Chamil envoie trois naibs (députés) pour travailler avec les Circassiens, mais son islam autoritaire ne cadre pas avec la liberté circassienne et sa théocratie plutôt égalitaire ne convient pas à la noblesse circassienne. Le premier Naib est Haji-Mohammad, entre 1842 et 1844. Il arrive en Circassie en mai 1842. Il prévoit de construire un État islamique et de ne pas attaquer les Russes prématurément. En octobre, il est accepté comme chef par les Shapsugs et certains Natukhais. En février 1843, il se déplace vers le sud, dans le pays d’Ubyk, mais échoue après s’être engagé dans un conflit civil. À la fin de 1843, il obtient l’allégeance des Natukhais, des Shapsugs et des Beslany et mène des raids jusqu’à Stavropol. Au printemps 1844, il est vaincu par les Russes, se retire dans les montagnes et y meure en mai. Suleiman Efendi lui succède comme second naib en 1845, rejoignant les Abadzeks en février. Son objectif principal est de lever une force circassienne et de la ramener en Tchétchénie, mais les Circassiens refusent de perdre leurs meilleurs combattants. Après deux échecs alors qu’il tente de conduire ses recrues à travers les lignes russes, il retourne voir Chamil en août et rejoint finalement les Russes. Au printemps 1846, Chamil envahit la Kabardie. Les Kabardes ne se soulève pas et Chamil se retire. Le troisième naib, Muhammad Amin (1849-1859), arrive au printemps 1849 et connaît un succès plus conséquent. Il parvient à créer une armée permanente, lance la fabrication de poudre à canon et fait construire les premières prisons. Considérablement affaibli mi-1851, il parvient à reprendre le contrôle au printemps 1853. Alors que la guerre de Crimée débute en octobre 1853, Sefer-Bei (1854–1859) revient de Constantinople à Sukhum-Kale. Ne rencontrant aucun succès, il part pour Anapa où les Natukhais l’acceptent comme chef. Amin rentre à Constantinople, au cœur du pouvoir ottoman mais, ne recevant aucun soutien, retourne en Circassie. Les deux futurs chefs commencent à se battre, les Natukhais soutenant Sefer-Bei et les Abadzeks et Bzhedugs soutenant Amin. Lorsque les alliés demandent à Sefer-Bei de retourner à Anapa, il leur répond que c’est un territoire souverain circassien, rompant ainsi avec ses protecteurs. À la fin de la guerre de Crimée, en 1856, la Russie a désormais les mains libres en Circassie et les deux dirigeants continuent à se battre contre les Russes et entre eux. Ils conviennent que la Porte doit nommer un seul chef. Amin se rend alors à Constantinople, tandis Sefer-Bei reste sur place et travaille contre lui. Revenu dans le Caucase, Amin repart à nouveau pour Constantinople, où il est arrêté à la demande de l’ambassadeur de Russie puis envoyé en Syrie. Il s’échappe et retourne en Circassie à la fin de 1857. Le 20 novembre 1859, après la défaite de Chamil, Amin se soumet. Il reste un certain temps dans le pays de Shapsug, puis émigre à Constantinople. Sefir-Bei meurt en décembre 1859. Son fils Karabatyr prend la relève mais les sources ne disent pas ce qui lui est arrivé.

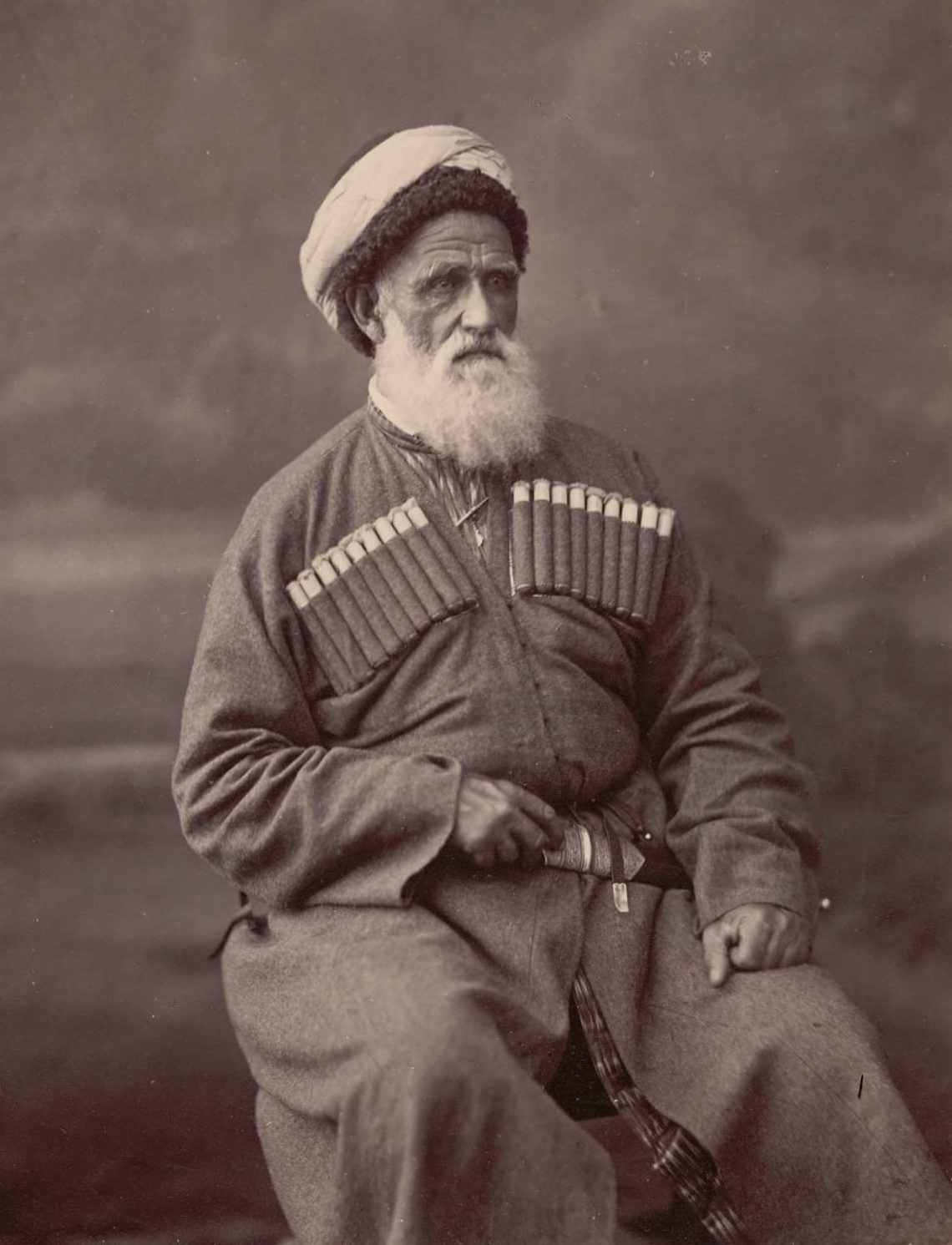
Le dernier détenu, Haji Kirantukh Berzeg.

### Sur le fleuve Kouban
Avant 1830, la Russie a essentiellement maintenu une ligne de siège le long de le fleuve Kouban. Des raids étaient menés constamment par les deux camps, sans faire bouger la ligne de front. À la fin des années 1830, la Russie prend de plus en plus le contrôle de la côte. Après 1845, Vorontsov relâche peut-être la pression sur la Circassie pour se concentrer sur Chamyl. La guerre de Crimée conduit à un affaiblissement des ressources pour les Russes, mais la fin de la guerre en 1856 et la défaite de Chamil en 1859 permettent le déplacement de troupes russes vers le front circassien. En 1860, les Russes concentrent soixante-dix mille soldats dans le nord-ouest du Caucase, mais il n’existe pas de chiffres pour la période antérieure. Des stanitsas cosaques apparaissent autour d’Anapa à partir de 1836. Vers 1838, une tentative infructueuse est menée pour établir une ligne du Kouban à Gelendjik. À partir de 1841, les colonies cosaques sont amenées vers l’ouest, jusqu’à la rivière Laba. En 1860, la vallée est pleine de stanitsas cosaques. En 1857, les Russes fondent la ville de Maïkop. En 1859, les Russes avancent d’environ un tiers de l’espace qui les sépare de Kouban au sud.

### Intensification du conflit
Face à la résistance persistante des Circassiens et des autres caucasiens et à l’échec de la politique de construction de forts, l’armée russe commence à utiliser, d’abord à l’Est, puis plus tard à l’Ouest, une nouvelle stratégie de raids. Dans le but d’imposer la stabilité et l’autorité au-delà de leur ligne de contrôle et sur tout le Caucase, les troupes russes ripostent désormais en détruisant des villages ou tout endroit où ils pensent que les résistants se cachent, ainsi qu’en assassinant des familles entières. Comprenant que la résistance peut être menée grâce au soutien alimentaire des villages favorable à cette cause, l’armée russe détruit systématiquement les cultures et le bétail. Ces tactiques ont conduit à un renforcement du sentiment anti-russe et à une intensification de la résistance à la domination. Les Russes réagissent en agissant sur le terrain, tant sur l’environnement que sur les populations. Ils défrichent les forêts et construisent des routes, détruisent des villages indigènes et installent de nouvelles communautés agricoles de Russes ou de peuples caucasiens favorables. La destruction à large échelle devient une méthode d’action standard de l’armée russe et des unités de Cosaques, comme des Circassiens et des autres groupes des hautes terres contre les villages russes ou pro-russes. En 1840, Karl Friedrich Neumann estime les pertes circassiennes à environ un million et demi de morts.
Cependant, la résistance circassienne se poursuit. Des villages qui avaient accepté la domination russe se rebellent, provoquant la colère des commandants russes. La cause circassienne commencent par ailleurs à susciter des sympathies en Occident, en particulier en Grande-Bretagne, le rival impérial de la Russie ; cela conduit à une coopération entre la résistance circassienne et les Britanniques durant la guerre de Crimée.

## Expulsion et génocide
En 1857, Dmitri Milioutine évoque pour la première fois l’idée d’expulser de façon massive les indigènes circassiens. Miliutin explique que l’objectif n’est pas simplement de les déplacer pour que leurs terres soient colonisées par des agriculteurs productifs, mais également que « l’élimination des Circassiens devait être une fin en soi, pour nettoyer le pays des éléments hostiles »,. La décision est entérinée lors d’une réunion à Vladikazkaz, en octobre 1860, avec le vote d’une motion du général Yevdokimov. Il est soutenu par Baryatinsky et Miliutin, seul Filipson s’y opposant. Le tsar Alexandre II approuve les plans et Milyutin devient en 1861 le ministre de la Guerre. À partir du début des années 1860, les expulsions commencent à se produire dans le Caucase, d’abord dans le nord-est puis dans le nord-ouest. Les tribus ont le choix soit d’émigrer dans l’Empire ottoman, soit de s’installer au nord, dans le Kouban. Dans les faits, la plupart sont conduits vers la côte.
Yevdokimov est chargé d’appliquer cette politique, en utilisant des colonnes mobiles de fusiliers russes et la cavalerie cosaque,,. « Dans une série de vastes campagnes militaires qui durèrent de 1860 à 1864… le nord-ouest du Caucase et la côte de la mer Noire furent pratiquement vidés des villageois musulmans. Les colonnes des déplacés ont marché soit vers les plaines [de la rivière] Kouban, soit vers la côte pour être transportées vers l’Empire ottoman... Les uns après les autres, les groupes tribaux circassiens ont été dispersés, réinstallés ou tués en masse ». Ces tactiques sont utilisées durant plusieurs années. Léon Tolstoï, futur auteur de ’’Guerre et Paix’’, participe à la guerre en 1850-1851. Il décrit comment « la coutume était de se précipiter la nuit dans les auls [villages de montagne], alors que, pris par surprise, les femmes et les enfants n’avaient pas le temps de s’échapper, et les horreurs qui s’ensuivaient sous le couvert de l’obscurité lorsque les soldats russes fait leur chemin par deux ou trois dans les maisons étaient tels qu’aucun narrateur officiel n’osait en faire la description ». Des atrocités similaires sont commises durant la campagne finale de 1859-1864 et enregistrées par les observateurs russes contemporains et les consuls britanniques. Le consul Dickson a rapporté dans une dépêche datant de 1864 :

« Un détachement russe ayant capturé le village de Toobah sur la rivière Soobashi, habité par une centaine d’Abadzekh [une tribu de Circassiens], et après que ceux-ci se soient constitués prisonniers, ils furent tous massacrés par les troupes russes. Parmi les victimes figuraient deux femmes à un stade avancé de grossesse et cinq enfants. Le détachement en question appartient à l’armée du comte Evdokimoff et aurait avancé de la vallée de Pshish. Au fur et à mesure que les troupes russes gagnent du terrain sur la côte [de la mer Noire], les indigènes ne sont autorisés à y rester à aucune condition, mais sont obligés soit de partir vers les plaines du Kouban, soit d’émigrer en Turquie. »

Les départs semblent avoir commencé en 1861-1862. Certains riches Circassiens étaient déjà partis en 1860 et 10 000 Kabardiens en 1861. En avril 1862, 15 000 Temirgoy sont conduits vers la côte puis, en mai, c’est le tour des Natukhaj pacifiés. En mai 1862, une commission est formée pour organiser la déportation. Chaque famille expulsée doit recevoir 10 roubles. Le nombre de personnes expulsées est de plusieurs centaines de milliers, dont une partie est décédée durant le transport, en attendant sur les plages, sur les bateaux surchargés ou à cause de la peste après leur arrivée sur le rivage turc. Le futur Oblast du Kouban perd 94 % de sa population. Richmond estime les changements de population dans le nord-ouest du Caucase comme suit entre 1835 et 1882 : Circassiens : au moins 571 000 à 36 000 et Kabardes : 15 000 à 15 000 ; Abazas non circassiens : 70 000 à 10 000 ; Karachays : 24 000 à 17 000. Les populations de Russes et d’Ukrainiens augmentent : 110 000 à 926 000. Les Circassiens survivants se trouvent au sud de Krasnodar, à l’intérieur du coude de la rivière Laba et du côté ouest du Kouban supérieur et dans quelques Shapsugs autour de la côte de la mer Noire.
La dernière bataille de la guerre russo-circassienne se déroule le 2 juin 1864 à Qbaada Meadow près de Sotchi lorsque les Russes défont un groupe d’Oubykhs. Le 2 juin, Evdokimov déclare la fin de la guerre et organise un défilé de la victoire. En 1869, l’endroit est colonisé par les Russes et baptisé Krasnaïa Poliana.

## Conséquences

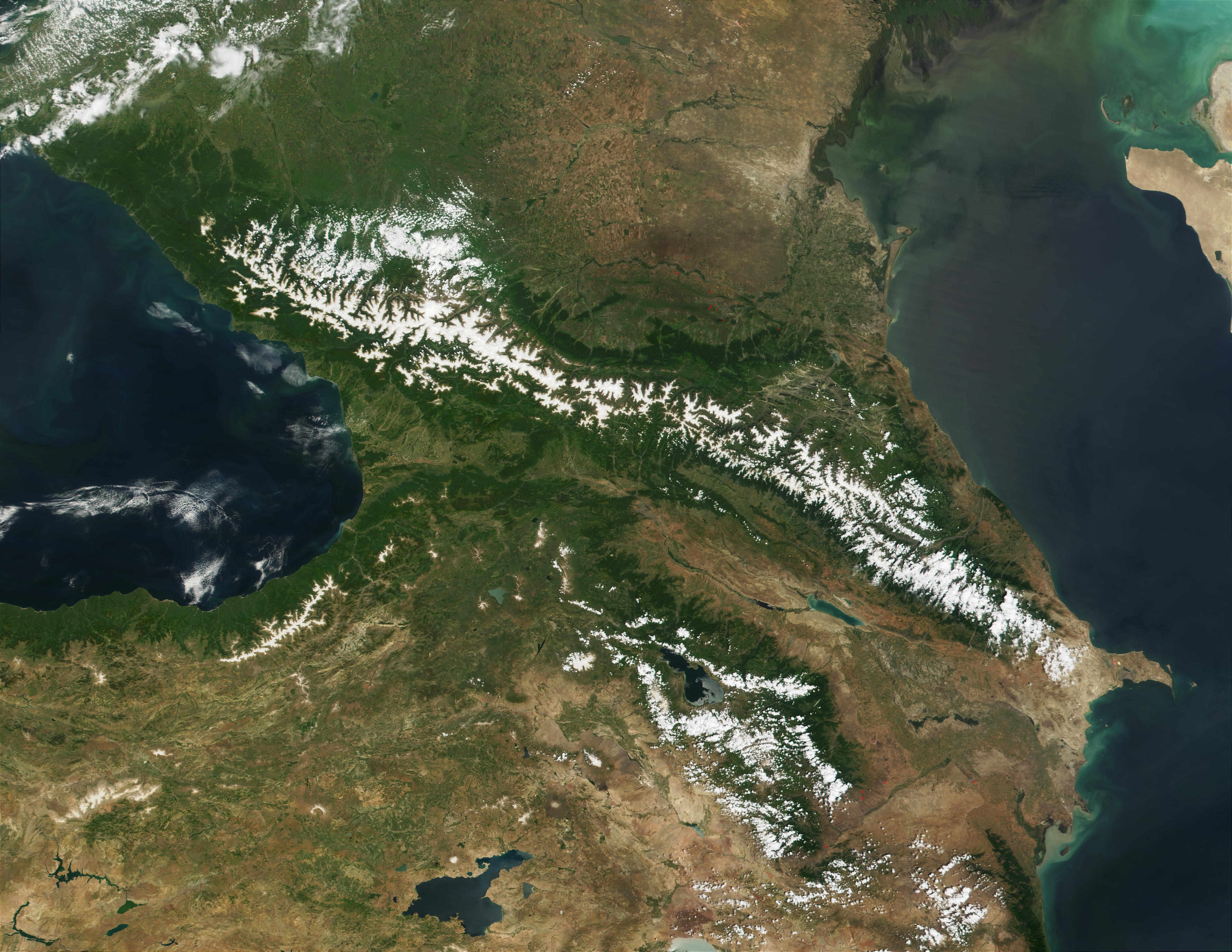
La Circassie est le renflement nord-ouest des montagnes du Caucase. La majeure partie se trouve à l’ouest-nord-ouest de la zone enneigée de cette image.

Les expulsions et les actions de l’armée russe pour acquérir la terre circassienne ont donné lieu à un mouvement parmi les descendants des populations expulsées pour aboutir à la reconnaissance internationale d’un génocide. Certaines sources affirment que des centaines de milliers de personnes sont mortes pendant l’exode. Plusieurs historiens utilisent le terme « massacres circassiens » pour désigner les conséquences des actions de l’armée russes dans la région.
Les historiens circassiens aboutissent à un chiffre de victimes proches de la barre des quatre millions tandis que les chiffres officiels russes estiment le nombre de victimes à environ 300 000. Le recensement russe de 1897 fait état de 150 000 Circassiens, un dixième du nombre original, toujours dans la région aujourd’hui conquise. Évoquant l’action de l’armée russe pendant ce conflit, le président russe Boris Eltsine déclare en mai 1994 que la résistance aux forces tsaristes était légitime ; il n’a cependant pas reconnu « la culpabilité du gouvernement tsariste pour le génocide ».
Les Circassiens ont tenté d’attirer l’attention des médias mondiaux sur le génocide circassien et sa relation avec la ville de Sotchi, où se sont déroulés les Jeux olympiques de 2014, coïncidant avec l’anniversaire du génocide. Des manifestations sont organisées à Vancouver, Istanbul et New York pendant les Jeux olympiques d’hiver de 2010 à Vancouver,.
En octobre 2006, les organisations circassiennes adyghes de différents pays d’Amérique du Nord, d’Europe et du Moyen-Orient ont adressé au président du Parlement européen une lettre demandant la reconnaissance du génocide,.
Le 20 mars 2010, une conférence sur le génocide circassien s’est tenue à Tbilissi en Géorgie,. Une résolution y a été adoptée, exhortant la Géorgie à reconnaître le génocide circassien.
Certaines sources affirment que trois millions de Circassiens ont été expulsés durant une période allant jusqu’en 1911. D’autres sources citent plus de deux millions de réfugiés circassiens ayant fui la Circassie jusqu’en 1914 et ayant rejoint des régions et pays tels que les Balkans, la Turquie, le Muhajir de l’Empire ottoman, l’Iran, la Syrie, le Liban, ce qui est maintenant la Jordanie, le Kosovo, l’Égypte (les Circassiens étaient incorpogées aux armées mamelouks depuis le Moyen Âge), Israël (dans les villages de Kfar Kama et Rikhaniya, depuis 1880) et également dans le nord de l’État de New York et du New Jersey.
Environ 90 % des personnes d’origine circassienne vivent maintenant dans d’autres pays, principalement en Turquie, en Jordanie et dans d’autres pays du Moyen-Orient. De 500 000 à 700 000 personnes vivent dans ce qui est aujourd’hui la Russie. Les terres circassiennes ont été repeuplées par de nombreux groupes ethniques, notamment des Russes, des Ukrainiens et des Géorgiens. Des tensions se sont développées entre ce dernier groupe et les populations autochtones d’Abkhazie. Cela a contribué plus tard aux tensions du conflit abkhaze-géorgien entre les deux groupes ethniques et à la guerre d’Abkhazie qui en a résulté.

### Ouvrages principaux
- (en) Paul B. Henze (Également publié à New York, St.Martin’s Press, 252 p.), « Circassian resistance to Russia » [« Résistance circassienne à la Russie »], Marie Bennigsen Broxup, éd., "The North Caucasus Barrier: The Russian Advance Towards The Muslim World", Londres, C Hurst & Co,‎ 1992 (lire en ligne)
- (en) Walter Richmond, The Northwest Caucasus: Past, Present, Future, Routledge, 2008 (ISBN 978-0-415-77615-8, lire en ligne) ;
- (en) Arthur Tsutsiev, Atlas de l’histoire ethnopolitique du Caucase, 2014.